# Lewis Range
Lewis Range – pasmo górskie w Stanach Zjednoczonych i Kanadzie, należące do Gór Skalistych. Szacuje się, że około 73% gór jest w Montanie a 27% w Alberta (w parku Narodowym Waterton Lakes). Jest jednym z trzech pasm górskich znajdujących się w obrębie Parku Narodowego Glacier. 
Nazwa gór pochodzi on nazwy uskoku Lewis Thrust Fault powstałego w okresie 150 a 60 milionów lat temu, kiedy doszło do kolizji dwóch płyt tektonicznych.

## Najwyższe szczyty[2]
| Lp  | Nazwa                     | Wysokość m n.p.m. | Rejon                |
| --- | ------------------------- | ----------------- | -------------------- |
| 1.  | Mount Cleveland           | 3190              | Northern Lewis Range |
| 2.  | Mount Stimson             | 3091              | Nyack Area           |
| 3.  | Mount Jackson             | 3064              | Central Lewis Range  |
| 4.  | Mount Siyeh               | 3052              | Northern Lewis Range |
| 5.  | Mount Merritt             | 3049              | Northern Lewis Range |
| 6.  | Kaiser Point              | 3047              | Northern Lewis Range |
| 7.  | Cracker Benchmark         | 2997              | Northern Lewis Range |
| 8.  | Going-to-the-Sun Mountain | 2939              | Northern Lewis Range |
| 9.  | Blackfoot Mountain        | 2918              | Central Lewis Range  |
| 10. | Ipasha Peak               | 2918              | Northern Lewis Range |